# Regierung Howard I
Die Regierung Howard I regierte Australien vom 11. März 1996 bis zum 21. Oktober 1998. Es handelte sich um eine Koalitionsregierung von Liberal Party (LIB) und National Party (NPA).
Paul Keating war seit dem 20. Dezember 1991 Premierminister einer Laborregierung. bei der Parlamentswahl am 2. März 1996 erlitt die Labor Party eine deutliche Niederlage, sie erhielt nur noch 49 von 148 Mandaten im Repräsentantenhaus, die Liberal Party errang 75 Sitze, die National Party 18 Sitze. Im Senat verlor Labor einen Sitz, die Liberal Party gewann einen Sitz. Die nächste Regierung war eine Koalition aus Liberal Party und National Party unter Premierminister John Howard. Die Parlamentswahl am 3. Oktober 1998 brachte der Labor Party Stimmgewinne, sie gewann 18 Sitze und wurde mit 67 Mandaten stärkste Partei im Repräsentantenhaus. Die Liberal Party verlor 11 Sitze und stellte noch 64 Abgeordnete, Die National Party verlor 2 Sitze und kam auf 16 Mandate. Die Koalition behielt jedoch die absolute Mehrheit. Im Senat verlor die National Party 2 Mandate, Labor blieb bei 29 und die Liberalen bei 31 Senatoren. Die Koalition unter Premierminister Howard wurde fortgesetzt.

## Ministerliste
| Kabinett                                                                                             | Kabinett           | Kabinett                           | Kabinett                             | Kabinett |
| Amt                                                                                                  | Minister           | Partei                             | Amtszeit                             | Bild     |
| --- | ------------------ | ---------------------------------- | ------------------------------------ | -------- |
| Premierminister                                                                                      | John Howard        | LIB                                | 11. März 1996 – 21. Oktober 1998     |          |
| stellvertretender Premierminister                                                                    | Tim Fischer        | NPA                                | 11. März 1996 – 21. Oktober 1998     |          |
| Handelsminister                                                                                      | Tim Fischer        | NPA                                | 11. März 1996 – 21. Oktober 1998     |          |
| Außenminister                                                                                        | Alexander Downer   | LIB                                | 11. März 1996 – 21. Oktober 1998     |          |
| Schatzminister                                                                                       | Peter Costello     | LIB                                | 11. März 1996 – 21. Oktober 1998     |          |
| Minister für die Grundstoffindustrie und Energie                                                     | John Anderson      | NPA                                | 11. März 1996 – 21. Oktober 1998     |          |
| Umweltminister                                                                                       | Robert Hill        | LIB                                | 11. März 1996 – 21. Oktober 1998     |          |
| Minister für Kommunikation und Kultur                                                                | Richard Alston     | LIB                                | 11. März 1996 – 9. Oktober 1997      |          |
| Minister für Kommunikation, Informationswirtschaft und Kultur                                        | Richard Alston     | LIB                                | 9. Oktober 1997 – 21. Oktober 1998   |          |
| Minister für industrielle Beziehungen                                                                | Peter Reith        | LIB                                | 11. März 1996 – 18. Juli 1997        |          |
| Minister für Beziehungen am Arbeitsplatz und Kleinunternehmen                                        | Peter Reith        | LIB                                | 18. Juli 1997 – 21. Oktober 1998     |          |
| Sozialministerin                                                                                     | Jocelyn Newman     | LIB                                | 11. März 1996 – 21. Oktober 1998     |          |
| Minister für Industrie, Wissenschaft und Tourismus                                                   | John Moore         | LIB                                | 11. März 1996 – 21. Oktober 1998     |          |
| Vizepräsident des Executive Council                                                                  | John Moore         | LIB                                | 11. März 1996 – 21. Oktober 1998     |          |
| Verteidigungsminister                                                                                | Ian McLachlan      | LIB                                | 11. März 1996 – 21. Oktober 1998     |          |
| Minister für Verkehr und Regionalentwicklung                                                         | John Sharp         | NPA                                | 11. März 1996 – 25. September 1997   |          |
| Minister für Verkehr und Regionalentwicklung                                                         | Mark Vaile         | NPA                                | 9. Oktober 1997 – 21. Oktober 1998   |          |
| Minister für Gesundheit und Familie                                                                  | Michael Wooldridge | LIB                                | 11. März 1996 – 21. Oktober 1998     |          |
| Finanzminister                                                                                       | John Fahey         | LIB                                | 11. März 1996 – 9. Oktober 1997      |          |
| Minister für Finanzen und Verwaltung                                                                 | John Fahey         | LIB                                | 9. Oktober 1997 – 21. Oktober 1998   |          |
| Minister/in für Arbeit, Bildung, Ausbildung und Jugend                                               | Amanda Vanstone    | LIB                                | 11. März 1996 – 9. Oktober 1997      |          |
| Minister/in für Arbeit, Bildung, Ausbildung und Jugend                                               | David Kemp         | LIB                                | 9. Oktober 1997 – 21. Oktober 1998   |          |
| Generalstaatsanwalt                                                                                  | Daryl Williams     | LIB                                | 9. Oktober 1997 – 21. Oktober 1998   |          |
| |                    |                                    |                                      |          |
| Juniorminister                                                                                       |                    |                                    |                                      |          |
| Minister für Aborigines und die Bewohner der Torres-Strait-Inseln                                    | John Herron        | LIB                                | 11. März 1996 – 21. Oktober 1998     |          |
| Minister für Rohstoffe und Energie                                                                   | Warwick Parer      | LIB                                | 11. März 1996 – 21. Oktober 1998     |          |
| Minister für Sport, Territorien und kommunale Regierung                                              | Warwick Smith      | LIB                                | 11. März 1996 – 9. Oktober 1997      |          |
| Minister für Sport und Tourismus                                                                     | Andrew Thomson     | LIB                                | 9. Oktober 1997 – 21. Oktober 1998   |          |
| Ministerin für die Stellung der Frauen                                                               | Judi Moylan        | LIB                                | 9. Oktober 1997 – 21. Oktober 1998   |          |
| Minister für Wissenschaft und Technologie                                                            | Peter McGauran     | NPA                                | 11. März 1996 – 9. Oktober 1997      |          |
| Minister für Kleinunternehmen und Verbraucherschutz                                                  | Geoff Prosser      | LIB                                | 11. März 1996 – 18. Juli 1997        |          |
| Minister für Zölle und Verbraucherschutz                                                             | Chris Ellison      | LIB                                | 18. Juli 1997 – 9. Oktober 1997      |          |
| Minister für Zölle und Verbraucherschutz                                                             | Warren Truss       | NPA                                | 9. Oktober 1997 – 21. Oktober 1998   |          |
| Ministerin für Rüstungsforschung und -personal                                                       | Bronwyn Bishop     | LIB                                | 11. März 1996 – 21. Oktober 1998     |          |
| Minister für Veteranen                                                                               | Bruce Scott        | NPA                                | 11. März 1996 – 21. Oktober 1998     |          |
| Minister für Regionalentwicklung, Territorien und kommunale Regierung                                | Alex Somlyay       | LIB                                | 9. Oktober 1997 – 21. Oktober 1998   |          |
| Familienminister/in                                                                                  | Judi Moylan        | LIB                                | 11. März 1996 – 9. Oktober 1997      |          |
| Familienminister/in                                                                                  | Warwick Smith      | LIB                                | 9. Oktober 1997 – 21. Oktober 1998   |          |
| Minister für administrative Dienstleistungen                                                         | David Jull         | LIB                                | 11. März 1996 – 25. September 1997   |          |
| Special Minister of State                                                                            | Nick Minchin       | LIB                                | 9. Oktober 1997 – 21. Oktober 1998   |          |
| Minister für Schule, Berufsausbildung und Training                                                   | David Kemp         | LIB                                | 11. März 1996 – 9. Oktober 1997      |          |
| Minister für Schule, Berufsausbildung und Training                                                   | Chris Ellison      | LIB                                | 9. Oktober 1997 – 21. Oktober 1998   |          |
| Generalstaatsanwalt                                                                                  | Daryl Williams     | LIB                                | 11. März 1996 – 9. Oktober 1997      |          |
| Justizminister/in                                                                                    | Daryl Williams     | LIB                                | 11. März 1996 – 9. Oktober 1997      |          |
| Amanda Vanstone                                                                                      | LIB                | 9. Oktober 1997 – 21. Oktober 1998 |                                      |          |
| Minister für Einwanderung und multikulturelle Angelegenheiten                                        | Philip Ruddock     | LIB                                | 11. März 1996 – 21. Oktober 1998     |          |
| |                    |                                    |                                      |          |
| Assistant Minister und parlamentarische Staatssekretäre                                              |                    |                                    |                                      |          |
| Assistant Minister beim Premierminister                                                              | Nick Minchin       | LIB                                | 9. Oktober 1997 – 21. Oktober 1998   |          |
| Assistant Minister beim Premierminister für die Olympischen Spiele 2000 in Sydney                    | Warwick Smith      | LIB                                | 7. Mai 1996 – 9. Oktober 1997        |          |
| Assistant Minister beim Premierminister für die Olympischen Spiele 2000 in Sydney                    | Andrew Thomson     | LIB                                | 9. Oktober 1997 – 21. Oktober 1998   |          |
| Assistant Minister für den Öffentlichen Dienst beim Premierminister                                  | David Kemp         | LIB                                | 11. März 1996 – 17. März 1996        |          |
| Assistant Minister für den Öffentlichen Dienst beim Premierminister                                  | Peter Reith        | LIB                                | 17. März 1996 – 18. Juli 1997        |          |
| Assistant Minister für den Öffentlichen Dienst beim Premierminister                                  | David Kemp         | LIB                                | 18. Juli 1997 – 21. Oktober 1998     |          |
| Assistant Minister für die Stellung der Frauen beim Premierminister                                  | Jocelyn Newman     | LIB                                | 11. März 1996 – 9. Oktober 1997      |          |
| Assistant Minister im Schatzministerium                                                              | Jim Short          | LIB                                | 11. März 1996 – 14. Oktober 1996     |          |
| Assistant Minister im Schatzministerium                                                              | Rod Kemp           | LIB                                | 14. Oktober 1996 – 21. Oktober 1998  |          |
| Assistant Minister im Finanzministerium für Privatisierung                                           | Rod Kemp           | LIB                                | 11. März 1996 – 9. Oktober 1997      |          |
| Parlamentarischer Staatssekretär für das Kabinett beim Premierminister                               | Chris Miles        | LIB                                | 11. März 1996 – 21. Oktober 1998     |          |
| Parlamentarischer Staatssekretär beim Premierminister                                                | Nick Minchin       | LIB                                | 11. März 1996 – 9. Oktober 1997      |          |
| Parlamentarischer Staatssekretär im Handelsministerium                                               | David Brownhill    | NPA                                | 11. März 1996 – 21. Oktober 1998     |          |
| Parlamentarische/r Staatssekretär/in im Außenministerium                                             | Andrew Thomson     | LIB                                | 11. März 1996 – 9. Oktober 1997      |          |
| Parlamentarische/r Staatssekretär/in im Außenministerium                                             | Kathy Sullivan     | LIB                                | 9. Oktober 1997 – 21. Oktober 1998   |          |
| Parlamentarischer Staatssekretär im Schatzministerium                                                | Brian Gibson       | LIB                                | 11. März 1996 – 15. Oktober 1996     |          |
| Parlamentarischer Staatssekretär im Schatzministerium                                                | Ian Campbell       | LIB                                | 11. November 1996 – 21. Oktober 1998 |          |
| Parlamentarische/r Staatssekretär/in im Ministerium für Grundstoffindustrie und Energie              | David Brownhill    | NPA                                | 11. März 1996 – 9. Oktober 1997      |          |
| Parlamentarische/r Staatssekretär/in im Ministerium für Grundstoffindustrie und Energie              | Judith Troeth      | LIB                                | 9. Oktober 1997 – 21. Oktober 1998   |          |
| Parlamentarischer Staatssekretär im Umweltministerium                                                | Warwick Smith      | LIB                                | 11. März 1996 – 9. Oktober 1997      |          |
| Parlamentarischer Staatssekretär im Umweltministerium                                                | Andrew Thomson     | LIB                                | 9. Oktober 1997 – 21. Oktober 1998   |          |
| Parlamentarischer Staatssekretär im Ministerium für Sport, Territorien und kommunale Regierung       | Ian Campbell       | LIB                                | 11. März 1996 – 11. November 1996    |          |
| Parlamentarischer Staatssekretär im Ministerium für Sport, Territorien und kommunale Regierung       | Ian Macdonald      | LIB                                | 11. November 1996 – 21. Oktober 1998 |          |
| Parlamentarischer Staatssekretär im Ministerium für Beziehungen am Arbeitsplatz und Kleinunternehmen | Alan Cadman        | LIB                                | 18. Juli 1997 – 21. Oktober 1998     |          |
| Parlamentarischer Staatssekretär im Sozialministerium                                                | Rod Kemp           | LIB                                | 11. März 1996 – 14. Oktober 1996     |          |
| Parlamentarischer Staatssekretär im Sozialministerium                                                | Grant Tambling     | CLP                                | 14. Oktober 1996 – 21. Oktober 1998  |          |
| Parlamentarischer Staatssekretär im Ministerium für Verkehr und Regionalentwicklung                  | Grant Tambling     | CLP                                | 11. März 1996 – 14. Oktober 1996     |          |
| Parlamentarischer Staatssekretär im Ministerium für Verkehr und Regionalentwicklung                  | Michael Ronaldson  | LIB                                | 14. Oktober 1996 – 21. Oktober 1998  |          |
| Parlamentarische/r Staatssekretär/in im Ministerium für Gesundheit und Familie                       | Bob Woods          | LIB                                | 11. März 1996 – 3. Februar 1997      |          |
| Parlamentarische/r Staatssekretär/in im Ministerium für Gesundheit und Familie                       | Chris Ellison      | LIB                                | 3. Februar 1997 – 18. Juli 1997      |          |
| Parlamentarische/r Staatssekretär/in im Ministerium für Gesundheit und Familie                       | Trish Worth        | LIB                                | 18. Juli 1997 – 21. Oktober 1998     |          |
| Parlamentarischer Staatssekretär im Ministerium für Arbeit, Bildung, Training und Jugend             | Tony Abbott        | LIB                                | 11. März 1996 – 21. Oktober 1998     |          |
| Parlamentarischer Staatssekretär beim Generalstaatsanwalt                                            | Chris Ellison      | LIB                                | 18. Juli 1997 – 9. Oktober 1997      |          |